# Vuokko Rehn
Vuokko Rehn (nascida Valjakka, 24 de maio de 1938 — 13 de setembro de 2011) foi uma política finlandesa.
Rehn foi activa na política local da sua cidade natal, Mikkeli, servindo no conselho municipal e no executivo municipal de 1993 a 2010, inclusive presidindo o conselho de 2001 a 2004.
Para o mandato de 1995-1999, Rehn serviu como membro do Parlamento da Finlândia pelo círculo eleitoral da Província de Mikkeli (agora parte do Sudeste da Finlândia), representando o Partido do Centro.
Rehn foi a única parlamentar do Partido de Centro que não votou contra a adesão da Finlândia à União Monetária Europeia, apresentando um voto em branco; acredita-se que esta foi uma razão pela qual ela falhou na sua tentativa de reeleição de 1999. Considera-se que ela representou a ala liberal do seu partido.
Fora da política, Rehn trabalhou de 1960 a 1976 como professora de inglês e sueco. Depois, administrou o negócio de peças de automóveis da família.
O filho de Vuokko Rehn é o economista e político Olli Rehn.